# Dean Phoenix
Dean Phoenix (ur. 25 kwietnia 1974 w Mexicali) – amerykański aktor pornograficzny pochodzenia latynoskiego.

## Życiorys
Urodził się w Mexicali w stanie Baja California, w Meksyku. Karierę w branży porno rozpoczął w roku 1998, w wieku dwudziestu czterech lat. Zadebiutował w filmie The Complexxx w reżyserii Chi Chi LaRue dla All Worlds Video. Wykonał swoją pierwszą scenę seksu dla gejów w filmie dla dorosłych 1st Time Tryers # 9 (1998), wydanym przez All Worlds Video. Jego zdjęcia trafiły do takich magazynów jak: „Men” (październik 1998, luty 2005), „Freshmen” (grudzień 1998) czy „XXX Showcase” (styczeń 1999). 
Przez lata brał udział w wielu gejowskich filmach porno zdobywając sławę jako aktywny, wyposażony w 23 cm nieobrzezany penis. W 2000 opuścił branżę porno gejowskiego. W 2001 dwukrotnie nominowano go do nagrody Grabby za występ w filmie The Servant.
W 2004 Phoenix powrócił przed kamery w Buckeroos, gdzie po raz był scenarzystą i producentem filmu oraz po raz pierwszy występował jako pasyw. Za role filmach Buckleroos: Part I i Buckleroos: Part II, podczas gali 2005 GayVN Awards uzyskał dwie nagrody w kategoriach „Najlepszy aktor” „Najlepsza scena seksu grupowego”. Pojawił się też w serialu LGBT The Lair (2009).
W 2009 został uhonorowany laurem GayVN Award Hall of Fame.
W lipcu 2015 zajął czwarte miejsce w rankingu „Najseksowniejsza gejowska gwiazda porno” (Los actores porno gay mas sexys listado 8), ogłoszonym przez hiszpański portal 20minutos.es.
Jest zdeklarowanym gejem.

## Nagrody i nominacje
| Rok  | Nagroda              | Kategoria                                 | Film                                                  | Inni wykonawcy                                                             | Rezultat  |
| ---- | -------------------- | ----------------------------------------- | ----------------------------------------------------- | -------------------------------------------------------------------------- | --------- |
| 2001 | Grabby Award         | Najlepszy wykonawca                       | –                                                     | –                                                                          | Nominacja |
| 2001 | Grabby Award         | Najlepszy aktor                           | The Servant (2000)                                    | –                                                                          | Nominacja |
| 2005 | GayVN Award          | Najlepsza scena seksu                     | Buckleroos: Part II (2004)                            | Marcus Iron                                                                | Wygrana   |
| 2005 | GayVN Award          | Najlepszy aktor                           | Buckleroos: Part I (2004), Buckleroos: Part II (2004) | –                                                                          | Wygrana   |
| 2005 | Grabby Award         | Najlepszy aktor                           | Buckleroos: Part I (2004), Buckleroos: Part II (2004) | –                                                                          | Nominacja |
| 2005 | Grabby Award         | Najlepsza scena seksu grupowego           | Buckleroos: Part I (2004)                             | Jake Andrews, Edu Boxer, Mike Dasher, Marcus Iron, Sam Shadon i Chris Wide | Nominacja |
| 2005 | Grabby Award         | Najlepszy duet                            | Buckleroos: Part II (2004)                            | Marcus Iron                                                                | Nominacja |
| 2008 | GayVN Award          | Najlepszy aktor                           | On Fire! (2007)                                       | –                                                                          | Nominacja |
| 2008 | Grabby Award         | Najlepsza scena ejakulacji                | Brotherhood (2007)                                    | –                                                                          | Nominacja |
| 2009 | GayVN Award          | GayVN Award Hall of Fame                  | –                                                     | –                                                                          | Wygrana   |
| 2017 | Str8UpGayPorn Awards | Najlepszy powrót gejowskiej gwiazdy porno | –                                                     | –                                                                          | Nominacja |
| 2018 | GayVN Award          | Najlepszy tatuś wg fanów                  | –                                                     | –                                                                          | Nominacja |
| 2018 | GayVN Award          | Najlepszy duet                            | Straight Chexxx (2017)                                | Quentin Gainz                                                              | Nominacja |
| 2018 | GayVN Award          | Najlepszy aktor drugoplanowy              | Straight Chexxx (2017)                                | –                                                                          | Nominacja |
| 2018 | Str8UpGayPorn Awards | Nagroda widzów: Ulubiony tatuś            | –                                                     | –                                                                          | Nominacja |
| 2020 | Str8UpGayPorn Awards | Ulubiony tatuś                            | -                                                     | -                                                                          | Nominacja |